# Jan Grodek (1870–1952)
Jan Grodek (ur. 25 czerwca 1870 w Ulaszewie koło Płocka,  zm. 1952 w Warszawie) – polski farmaceuta, przedsiębiorca handlowy, drukarz.

## Wykształcenie
Syn Antoniego i Ewy z Browarków. Po ukończeniu gimnazjum w Płocku, studiował farmację na Uniwersytecie Warszawskim. Mieszkał wtedy przy Krakowskim Przedmieściu 69.

## Kariera zawodowa
Do Łodzi przyjechał w 1898 z Warszawy.
Założył aptekę prawdopodobnie na terenie Bałut, a mieszkał w pobliskim Radogoszczu.
Był także właścicielem sprzedającej obrazy galerii przy ul. Piotrkowskiej 87 w Łodzi, czynnej od 5 stycznia 1901 do 30 grudnia 1903 pod artystycznym kierownictwem malarza Antoniego Szczygielskiego. Według rodzinnych przekazów miał w czasie jej prowadzenia stracić znaczne sumy pieniędzy. Pozostały mu liczne obrazy w tym też portrety rodzinne autorstwa łódzkich artystów. W 1911 mieszkał przy ul. Brzezińskiej 2 (obecnie ul. Wojska Polskiego).
21 lipca 1911 złożył do władz podanie o zezwolenie na przystąpienie do spółki z Janem Mikołajtysem – wydawcą i redaktorem "Nowego Dziennika Łódzkiego", którego współudziałowcem był ksiądz Władysław Mikołajtys (prawdopodobnie kuzyn Jana Mikołajtysa). Podał w nim, że ma majątek w wysokości 30 000 rubli w postaci apteki czynnej w Kole i folwark o powierzchni 24 dziesięcin, wartości 14 000 rubli położony w pobliżu tego miasta. Jeszcze przed otrzymaniem zezwolenia, 7 września 1911, wystąpił z nowym podaniem, o uruchomienie własnej drukami. Po tygodniu – 20 sierpnia 1911 jego wspólnik prosił gubernatora o odrzucenie wniosku. Bezskutecznie, bo umową zawartą 26 sierpnia 1911 przed notariuszem J. Grabowskim przejął wszelkie prawa do gazety. W początkach października tegoż roku kupił od niedoszłego wspólnika drukarnię prasową czynną przy ul. Widzewskiej 106a (ul. J. Kilińskiego) i gdy uzyskał na nią koncesję, 17 października 1911 usunął ostatecznie J. Mikołajtysa z redakcji, a administrację przeniósł na Piotrkowską. Pismo redagował Władysław Ratyński pełniący funkcje kierownika literackiego, a żona właściciela, Anna, pisała kronikę i prowadziła księgowość.
Drukarnia została wkrótce unowocześniona przez zakup maszyn i czcionek z nowymi krojami pisma.
1 lutego 1912 zmienił  tytuł pisma na "Gazeta Łódzka" pod którym dziennik wychodził do 1915 zyskując popularność wśród mieszkańców Łodzi.
Przeprowadzona w 1913 przez Inspektora Fabrycznego kontrola wykazała, że zarządzającym był Zygmunt Luboszycki, drukarnia zatrudniła 18 osób w tym 4 młodocianych, wyposażenie drukami stanowiły trzy maszyny typograficzne i 65 kaszt z czcionkami. Na druk akcydensów zużyto surowca za 4500 rubli, a książek za 250 rubli.
Robotnikom drukarni wypłacono 9750 rubli pensji, wydatki redakcyjne (honoraria ?) wyniosły 3000 rubli, a administracyjne 1200 rubli.
Oprócz gazety, drukowano tygodnik „Śmiech" i drobne prace o rynkowej wartości 20 000 rubli.
W połowie 1914 drukarnia prasowa została przeniesiona na Przejazd 8 (ul. J. Tuwima). W czasie l wojny światowej "Gazeta Łódzka", według opinii części mieszkańców miasta wyrażała sympatie procarskie, a potem proniemieckie, co przy spadku poziomu artykułów spowodowało obniżenie sprzedaży, zatem zmniejszenie nakładu i osiąganych zysków. O jej likwidacji zadecydowało cofnięcie przez Niemców darmowego przydziału papieru i odmowa kupna przez nich części nakładu. Na jej miejsce 30 grudnia 1915 powstała lepiej redagowana „Godzina Polski", realizująca wkrótce bez osłonek politykę germanizacyjną władz niemieckich, za co otrzymała obiegową nazwę „gadzina Polski".  Po likwidacji gazety zachował jednak część maszyn oraz jedną maszynę rotacyjną w lokalu przy Przejazd 8 i na nich drukował własnym nakładem w 1915 znaczne ilości pocztówek oraz na zlecenie – 19 druków zwartych i w 1917 – 1918 kilka tytułów pism wraz ze wznowioną i ukazującą się do 30 listopada 1918 własną gazetą. Kiedy zbankrutował przed 1925, część maszyn kupili pracujący u niego: F. Rydlewski i zecer R. Tylko, zakładając własne drukarnie.
Wyjechał do Warszawy, od 1930 kierował apteką w Wieruszowie, a w latach 1936–1945 w Nieszawie.
Od 1946 przebywał w Warszawie, prowadząc aptekę w Otwocku oraz do 1950 warsztat elektrotechniczny we Włochach. Po upaństwowieniu warsztatu i apteki przez władze, pracował w państwowej aptece i  zakładach farmaceutycznych pod Warszawą.

## Działalność w stowarzyszeniu zawodowym drukarzy
Działał w założonym w 1907 r. Stowarzyszeniu Właścicieli Drukarń i Litografii miasta Łodzi. W 1919 r. był skarbnikiem.

## Rodzina
Jego syn Andrzej, był profesorem ekonomii,  bibliotekarzem  i  rektorem  SGPiS w Warszawie, znany był jako historyk pieniądza papierowego.